# Raymond Mulinghausen
Raymond Mulinghausen (3 septembre 1920 - 19 février 2009) est un sportif français.

## Biographie
Champion Amateur et athlète absolu par sa polyvalence (boxe, football, plongeon) et ses performances, Raymond Mulinghausen refusa les avances professionnelles de l'AS Monaco pour conserver son statut amateur de plongeon. Longtemps athlète le plus titré de France (20 fois champion de France), potentiel champion olympique aux Jeux olympiques de Tokyo, annulés par la Seconde Guerre mondiale, années de forme pleine et entière. 
Il compensa en s'engageant dans les Pompiers de Paris pour échapper au STO (Service du travail obligatoire). Il y demeura 5 ans, multiplia les actes de bravoure, et fut cité à l'ordre du Régiment à la Libération.
Du championnat d'Angleterre en 1946 aux premiers Jeux méditerranéens à Alexandrie en 1951, il rafla tous les titres aériens, sur son passage. Blessé au pectoral gauche à Monaco en 1947, il prit malgré une douleur lancinante la 5e part aux Jeux olympiques d'été de 1948 à Londres.
C'était l'âge d'or du plongeon français, jamais égalé à ce jour, avec son trio star Nicole Péllissard, Raymond Mulinghausen et Mady Moreau, qu'il entraîna jusqu'à ce qu'elle obtînt le titre de vice-championne olympique aux Jeux olympiques d'Helsinki en 1952.
Proposé par le Comité national olympique et sportif français comme juge olympique aux Jeux olympiques de Montréal en 1976, il fut rappelé par la Fédération internationale de natation en tant que meilleur juge international aux Jeux de Moscou en 1980, jeux de Los Angeles en 1984, jeux de Séoul en 1988. Il « descendit de son échelle » avant les Jeux de Barcelone en 1992 en disant « Place aux jeunes ».
Organisateur né et statisticien, il servit en bénévole la Fédération française de natation, au sein de la commission fédérale de plongeon et de la commission fédérale de water-polo dont il fut vice-président.

## Carrière professionnelle

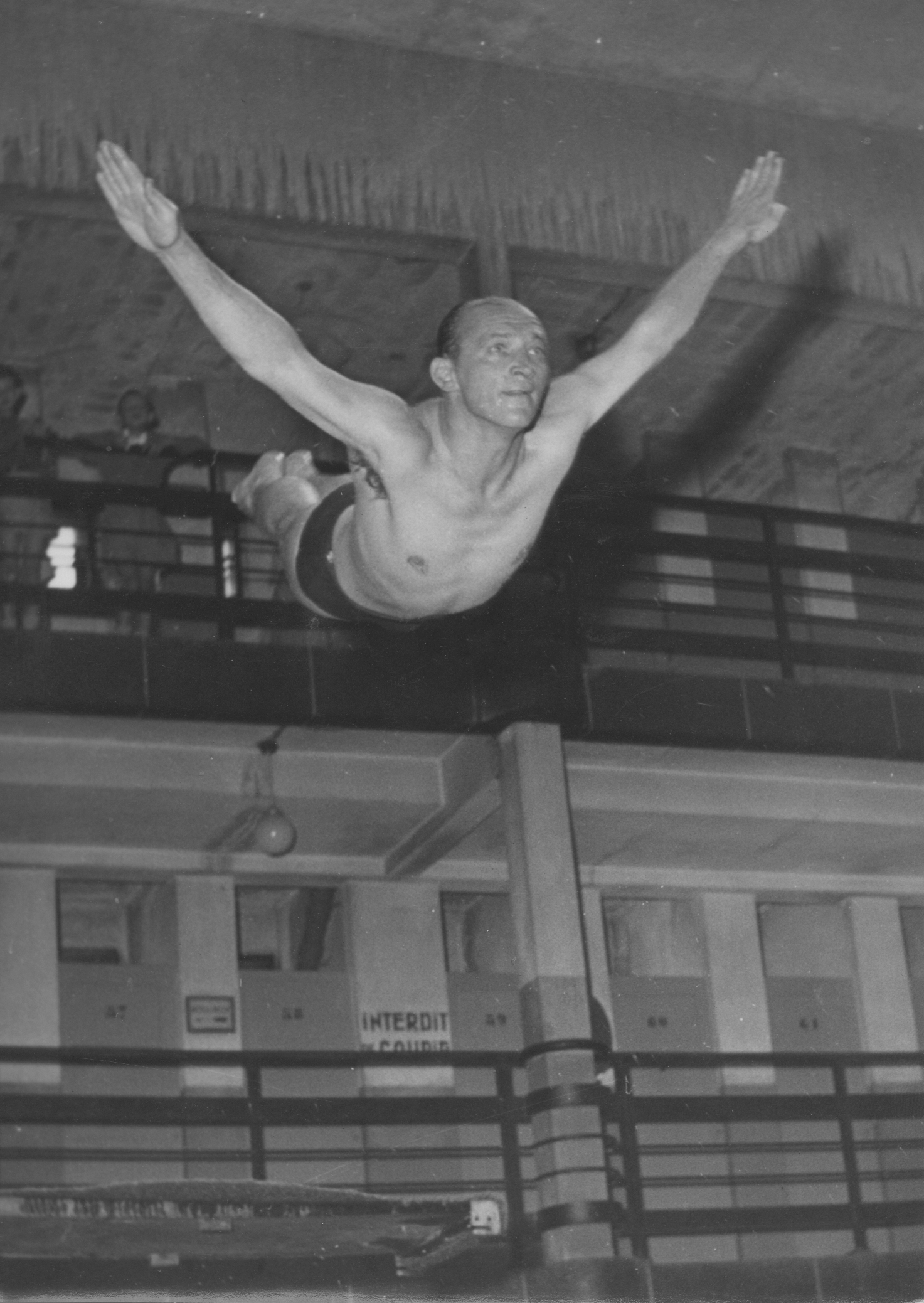
Raymond Mulinghausen Saut de l'Ange. Pantin

### Sportif de plongeon
- 20 titres de champion de France 
  - 14 en haut vol
  - 6 au tremplin
- 22 sélections internationales
- Médaillé d'or de haut vol des 1ers Jeux méditerranéens de 1951 en Égypte
- Jeux olympiques d'été de 1948[1]
  - 5e au tremplin
  - 7e en haut vol
- 1er Européen aux Jeux olympiques d'été de 1952
- Champion d'Angleterre 1946 (tremplin)
- Champion de France militaire 1945
- 16 titres Champion de Paris
- 3 fois Champion d'Afrique du Nord et du Maroc 1954 à I956
- Capitaine de l'équipe de France 1958

### Entraîneur de plongeon
- Auber Pinsi, Mady Moreau, Bardugoni, Courpot, Goosen, Sénécot, Deschouwer, etc ... Tous titrés.

### Entraîneur de water-polo
- Équipe de Pantin, championne de France, Promotion d'honneur

### Juge de plongeon
- Jeux olympiques
  - Jeux olympiques d'été de 1976 de Montréal
  - Jeux olympiques d'été de 1980 de Moscou
  - Jeux olympiques d'été de 1984 de Los Angeles
  - Jeux olympiques d'été de 1988 de Séoul
- Championnats du monde
  - Belgrade en 1973
  - Cali (Colombie) en 1975
  - Madrid en 1986
- Championnats d'Europe
  - Leipzig en 1962
  - Utrecht en 1966
  - Vienne en 1974
  - Sofia en 1985
  - Strasbourg 1987.
- 37 championnats de France de 1959 à 1997.
- Jeux méditerranéens de 1983 de Casablanca (Maroc)

### Dirigeant
- Vice-président des commissions fédérales de plongeon (formation des juges et constitution des jurys nationaux) et de water-polo.
- Cofondateur CM Bourget Natation 1946.
- Entraîneur

### Arbitre
- International de water-polo en 1975 à Barcelone (Championnat d'Europe Cadets)

### Organisateur
- Première télévision en direct (piscine de Pantin) Office de radiodiffusion télévision française avec Raymond Marcillac en 1961 (catch sur l'eau)
- Traversée du canal de l'Ourcq à Pantin de 1958 à 1962

### Football
- Finaliste Championnat de France Militaire 1942.
- Champion de Paris Honneur 1942 (ASF Perreux)

### Boxe
- ½ finale novices en 1941 catégorie mi-moyens (à l'Élysée Montmartre)

### Distinctions
- Cité à l'ordre du Régiment des Sapeur-Pompiers de Paris pour acte de bravoure (1939-1945)
- Chevalier de l'ordre du Ouissam alaouite chérifsen (Maroc, 1948).
- Médaille d’or de la Jeunesse et des Sports, 1948.
- Médaille d'or du Mérite national français, 1965.
- Médaille d'or de la Fédération nationale des anciens sapeurs-pompiers, 1979.
- Chevalier de l'ordre national du Mérite, 1986.
- Médaille d'or de l'Encouragement au dévouement.
- Médaille d'or de la Fédération française de natation, 1988.
- Médaille grand or de la Fédération française des médaillés de la Jeunesse et des Sports, 2004.
- Officier de l'ordre national du Mérite, 2005.

### Hommages
- Trophée annuel R. Mulinghausen, du meilleur espoir français
- En 1987, la piscine de la ville des Lilas prend le nom de « piscine R. Mulinghausen ».

### Direction de piscine
- 1946 - 1952 : Le Bourget
- 1953 - 1957 : Piscine de la paix à Meknès (Maroc)
- 1958 - 1988 : Piscine de Pantin